# Молодіжка. Нова зміна
Молодіжка. Нова зміна (рос. Молодёжка. Новая смена) — російський комедійно-драматичний серіал про хокей із шайбою серед молоді, є сиквелом спортивної драми «Молодіжка». Пілотна назва серіалу — «Молодіжка. Студенти». Виробництвом проекту займається компанія «Art Pictures Vision».
Прем'єра двох перших серій відбулася на телеканалі СТС 5 листопада 2024. Нові серії виходили в ефір із понеділка по четвер о 20:00. Заключну серію було показано 21 листопада 2024 року.

## Сюжет
Команду Студентської хокейної ліги «Акули Політеху» вирішують розформувати через часті програші та економію бюджету вузу. Тим часом до Політехнічного університету проректором з молодіжної політики призначають Вадима Юрійовича Казанцева. Він вирішує врятувати хокейну команду, ставши генеральним менеджером «Акул Політеху». Вадим Юрійович знаходить команді постійного спонсора, а на місце тренера, що пішов, вирішує запросити колишнього гравця «Ведмедів» Андрія Кисляка, у якого життя пішло під укіс: він втратив рідного батька, а кохана дружина незабаром пішла від нього. Казанцев ставить перед Кисляком завдання зробити з Акул Політеху згуртовану хокейну команду і вивести її в плей-офф Студентської хокейної ліги. Головним суперником на шляху до мети стане хокейна команда «Корсари», тренером якої призначено колишнього гравця «Ведмедів» та друга Андрія Кисляка, Антона Антипова.

## Акторський склад

#### Гравці хокейних команд
| Актор                      | Роль |
| -------------------------- | --- |
| Ігор Огурцов               | Семен Миколайович Бакін колишній воротар хокейного клубу «Ведмеді», власник мережі СТО «Двісті»                        |
| Іван Жвакін                | Олександр Станіславович Костров нападник хокейного клубу КХЛ ЦСКА                                                      |
| Матвій Зубалевич           | Олексій Петрович Смирнов захисник хокейного клубу ВХЛ «Металіст»                                                       |
| Михайло Гаврилов-Третьяков | Євген Андрійович Царьов нападник хокейного клубу НХЛ «Бостон Брюїнз»                                                   |
| Єгор Кирячок               | Кирило Єгоров нападник (гравець № 13) хокейної команди «Акули Політеха», колишній гравець хокейного клубу ВХЛ «Спарта» |
| Ілля Лейбін                | Дмитро Федорцов захисник, воротар (гравець №23), хокейної команди «Акули Політеха»                                     |
| Андрій Нестеренко          | Ігор Крепчук нападник (гравець №33) хокейної команди «Акули Політеха»                                                  |
| Максим Пушненков           | Захар Дергачов захисник (гравець №12) хокейної команди «Акули Політеха»                                                |
| Микита Паршин              | Владислав Самсонов нападник (гравець № 7), капітан хокейної команди «Акули Політеха»                                   |
| Данило Кисельов            | Олег Валенцов нападник (гравець № 49) хокейної команди «Акули Політеха»                                                |
| Артур Каспранов            | Ренат Файзулін нападник (гравець № 91) хокейної команди «Акули Політеха»                                               |
| Костянтин Розкатов         | В'яземский нападник (гравець №29) хокейної команди «Корсари»                                                           |
| Макар Карягиін             | Уваров нападник (гравець №3) хокейної команди «Корсари»                                                                |

#### Батьки та родичі
| Актор              | Роль |
| ------------------ | --- |
| В'ячеслав Паршин   | Ярослав Самсонов брат-близнюк Владислава Самсонова                                                                                         |
| Кирило Полухін     | Степан Іванович Дергачов батько Захара Дергачова, майор поліції                                                                            |
| Марина Кондратьєва | Віра Дергачова мати Захара Дергачова |
| Микола Добринін    | Микола Семенович Бакін батько Семена Бакіна                                                                                                |
| Ігор Вєрник        | Сергій Сергійович Єгоров батько Кирила Єгорова, генеральний директор будівельної компанії «Ісполін-Е», генеральний спонсор «Акул Політеха» |
| Тагір Рахімов      | Рішат Ельдарович дядько Рената Файзуліна, батько Даміри                                                                                    |
| Яніна Колесніченко | Наталія Антонівна Лебедєва мати Катерини Азарової, психолог                                                                                |
| Сергій Гірін       | Іван Іванович Москвин батько Єлизавети Москвиної, викладач Політехнічного університету з економіки                                         |
| Валерія Забігаєва  | мати Владислава та Ярослава Самсонових |

#### Керівництво команд
| Актор        | Роль                                                                   |
| ------------ | ---------------------------------------------------------------------- |
| Влад Канопка | Андрій Вікторович Кисляк тренер хокейної команди «Акули Політеха»      |
| Іван Мулін   | Антон Володимирович Антіпов тренер хокейної команди «Корсари»          |
| Артем Осипов | Павло Лапін колишній головний тренер хокейної команди «Акули Політеха» |

#### Менеджери
| Актор             | Роль |
| ----------------- | --- |
| Володимир Зайцев  | Вадим Юрійович Казанцев проректор Політехнічного університету з молодіжної політики, генеральний менеджер «Акул Політеха» |
| Альона Бабенко    | Ольга Сергіївна Москвина мама Єлизавети, проректор Політехнічного університету з навчальної роботи                        |
| Олександр Назаров | Євгеній Валентинович ректор Політехнічного університету                                                                   |
| Маріанна Шульц    | Галина Леонідівна комендант студентського гуртожитку Політехнічного університету (з 3 по 7 серії)                         |
| Анатолій Кот      | Анатолій Леонідович Жилін член комісії та начальник договірного відділу Міжрегіональної федерації хокею                   |
| Анатолій Котенєв  | Павло Андрійович голова комісії Міжрегіональної федерації хокею                                                           |

#### Дівчата та дружини
| Актор                | Роль |
| -------------------- | --- |
| Вероніка Мохірєва    | Аліса Юріївна Шумакова дівчина Владислава Самсонова |
| Діана Мілютіна       | Єлизавета Іванівна Москвина дочка Ольги Сергіївни, колишня дівчина Кирила Єгорова, дівчина Олега Валенцова, капітан команди групи підтримки «Акул Політеха» |
| Олександра Буличова  | Жанна Вікторівна продюсер та коханка Ігоря Крепчука |
| Поліна Шенаєва       | Анна Скворцова дівчина Ігоря Крепчука у гуртожитку |
| Катерина Честіна     | Дар'я Олександрівна Колодіна подруга Аліси, SMM-менеджер «Акул Політеха» (з 7 по 10 серії)                                                                  |
| Ангеліна Поплавська  | Катерина Сергіївна Азарова викладач Політехнічного університету з логістики, дівчина Андрія Кисляка                                                         |
| Крістіна Строїтєлева | Міла Андріївна Кобякова лікар швидкої допомоги, дівчина Захара Дергачова                                                                                    |
| Асель Турдубаєва     | Даміра Якубова двоюрідна сестра Рената Файзуліна, дівчина Дмитра Федорцова                                                                                  |
| Любов Хацкевич       | Юлія Геннадіївна дівчина Ігоря Крепчука у стриптиз-клубі, журналістка                                                                                       |

#### Спеціально запрошена зірка
| Актор                        | Роль  |
| ---------------------------- | ----- |
| Владислав Каменєв (16 серія) | камео |

## Виробництво
Вперше про зйомки продовження серіалу «Молодіжка» стало відомо у грудні 2022.
У січні 2023 року в ефірі телеканалу СТС було випущено тизер, що натякав на сиквел.
30 жовтня 2023 року на сайті телеканалу СТС та його офіційному YouTube-каналі відбулася прем'єра реюніону «Молодіжка. 10 років», в якому ведучий поставив акторам питання про продовження «Молодіжки», а у відповідь всі ухильно промовчали.
21 листопада 2023 року у московському концертному залі «Академія» на презентації нового сезону телеканалу СТС було офіційно оголошено про зйомки продовження «Молодіжки».
11 січня 2024 року телеканал СТС оголосив про початок зйомок. Взимку більшість знімального процесу пройшла в інтер'єрах, а навесні група приступила до льодових сцен. 5 червня 2024 року зйомки завершилися.
25 жовтня 2024 року у мережі кінотеатрів «Каро» у 8 містах Росії: Москві, Краснодарі, Новосибірську, Санкт-Петербурзі, Калінінграді, Єкатеринбурзі, Тюмені та Сургуті відбувся ексклюзивний допрем'єрний показ першої серії та зустріч з акторами серіалу.